# ダンジグ系
ダンジグ系あるいはダンチヒ系（ダンジグけい、Danzig Line）は、馬（主にサラブレッド）の父系（父方の系図）の1つ。祖とするダンジグ(ダンチヒ)が輸入されておらず、日本における呼び方はさまざまであるが、本項ではダンジグ系で統一する。

## 概要
ダンジグ系はノーザンダンサー系の一支流で、ダンジグを祖とする父系である。主要国に存在するノーザンダンサーの子系統の中で最大の規模を誇り、オセアニアの生産界をほぼ支配、英愛圏においてもサドラーズウェルズ系を生産頭数で上回り最大である。北米でもストームバード、サドラーズウェルズ両父系に次ぐ頭数が生産されている。
ダンジグ自身は生涯で3戦3勝。出走したレースは圧勝だったものの大レースでの成績は無く、故障で引退を余儀なくされた。しかし競走馬として発揮されなかった能力は種牡馬として発揮されて多数の活躍馬を輩出し、北米リーディングにも二度輝いている。
後継種牡馬もそれぞれ大きな成功を収めており、その中でも最も成功したのがデインヒルである。G1競走7連勝の記録を持つロックオブジブラルタルを筆頭にヨーロッパとオセアニアで数えきれないほどの活躍馬を輩出した。後継種牡馬もデインヒルダンサー・ダンシリなどがそれぞれの国でリーディングを獲得するなど大きく父系を広げており、デインヒル系として独立して扱うことも多い。
デインヒルに次いで成功したのが、グリーンデザートである。グリーンデザート自身はスプリンターで、種牡馬としても自分と同じ短距離馬を多く出して成功を収めた。その仔のケープクロス・オアシスドリーム・インヴィンシブルスピリットらも種牡馬として成功を収めている。特にケープクロスからは凱旋門賞馬が二頭出るなどクラシックディスタンスにも適応するなど幅広い活躍馬が登場している。
この二頭は主にヨーロッパで活躍馬を出しており、アメリカでの影響力はそこまででもない。が、一方でダンジグ晩年の産駒ウォーフロントがアメリカで大きな成功を収めている。アメリカでのダンジグ系はこのウォーフロントとハードスパンからの系統がほとんどを占めている。
それ以外のダンジグ系としてはダンジグ初年度産駒でG1競走8勝を挙げたチーフズクラウンからの系譜がある。チーフズクラウンの仔グランドロッジ・その仔であるシンダー共に種牡馬として成功を収めて父系を発展させた。しかしシンダーの代表産駒ユームザインは種牡馬としては成功したとは言えない状態であり、これ以上の発展は難しい情勢である。
それ以外でもバウンダリー、アナバーなども種牡馬として成功しているが、種牡馬の父としては成功したとは言えず、いずれも今後の発展は望みにくい。

## サイアーライン
- Darley Arabian 1700
  - Bartlet's Childers 1716
    - Squirt 1732
      - Marske 1750
        - Eclipse 1764　　　---←エクリプス系へ戻る
          - Potoooooooo 1773
            - Waxy 1790
              - Whalebone 1807
                - Sir Hercules 1826
                  - Birdcatcher 1833
                    - The Baron 1842
                      - Stockwell 1849
                        - Doncaster 1870
                          - Bend Or 1877
                            - Bona Vista 1889
                              - Cyllene 1895
                                - Polymelus 1902
                                  - Phalaris 1913　　　---←ファラリス系へ戻る
                                    - Pharos 1920
                                      - Nearco 1935　　　---←ネアルコ系へ戻る
                                        - Nearctic 1954　　　---←ニアークティック系へ戻る
                                          - Northern Dancer 1961　　　---←ノーザンダンサー系へ戻る
                                            - Danzig 1977　　　---↓ダンジグ系（改行）

---↓ダンジグ系---
- Danzig 1977 →Dance Smartly 1988、*ヤマニンパラダイス 1992
  - Chief's Crown 1982
    - Be My Chief 1987
    - *エルハーブ Erhaab 1991
    - Grand Lodge 1991
      - Indian Lodge 1996
      - Sinndar 1997 → Shawanda 2002
        - Youmzain 2003

      - *グランデラ Grandera 1998

    - Key of Luck 1991
      - *アラムシャー Alamshar 2000

    - *チーフベアハート Chief Bearhart 1993 →マイネルレコルト 2002、マイネルキッツ 2003
      - トーセンロッキー 2002
      - ビービーガルダン 2004
      - チェリークラウン 2004

    - Concerto 1994
      - Bellamy Road  2002
        - *トビーズコーナー Toby's Corner 2008

  - Danzig Connection 1983
    - Polish Laughter 1991

  - Green Desert 1983 → *メジロダーリング 1996　---↓グリーンデザート系
    - Desert Sun 1988 → Sunline 1995
    - Sheikh Albadou 1988
    - Volksraad 1988
    - Magic Ring 1989
    - Owington 1991
    - Desert Style 1992
      - *バチアー 1997
      - Paco Boy 2005
        - Galileo Gold 2013

    - *シンコウフォレスト 1993
    - Fahim 1993
    - *デザートストーリー Desert Story 1994
    - Cape Cross 1994 → Ouija board 2001
      - Sea The Stars 2006 →Taghrooda f 2011
        - *エイシンアロンジー 2011
        - Sea The Moon 2011
        - Cloth of Stars 2013
        - Harzand 2013
        - Crystal Ocean 2014
        - *フクム Hukum 2017
        - Baaeed 2018

      - *ベーカバド Behkabad 2007
      - *オールステイ 2011
      - Golden Horn 2012
        - *ゴールデンマンデラ 2017

      - Awtaad 2013

    - Desert Prince 1995
    - Tamarisk 1995
    - *シンボリスウォード 1995
    - Invincible Spirit 1997
      - I am Invincible 2004
        - Hellbent 2012

      - Lawman 2004
      - Vale of York 2007
      - Mayson 2008
      - Born To Sea 2009
      - Charm Spirit 2011
      - Kingman 2011
        - Calyx 2016
        - Persian King 2016
        - Palace Pier 2017
        - *シュネルマイスター 2018

      - Territories 2012
      - Shalaa 2013
      - Inns of Court 2014
      - National Defense 2014
      - Eqtidaar 2015
      - Invincible Army 2015
      - Magna Grecia 2016
      - Royal Meeting 2016

    - Next Desert 1999
    - Oasis Dream 2000
      - Aqlaam 2005
      - Captain gerrard 2005
      - Naaqoos 2006
      - Querari 2006
      - Arcano 2007
      - Frozen Power 2007
      - Showcasing 2007
        - Tasleet 2013
        - Advertise 2016

      - Power 2009
      - Charming Thought 2012
      - De Treville 2012
      - Muhaarar 2012

    - Byron 2001
    - Diamond Green 2001
    - Kheleyf 2001

  - A Native Danzig 1984
  - Ascot Knight 1984
  - National Assembly 1984
  - *ポリッシュネイビー Polish Navy 1984
    - Ghazi 1989
    - Sea Hero 1990
      - Hero's Tribute 1998

    - ゴッドスピード 1994

  - Always Fair 1985
  - Posen 1985
  - *デインヒル Danehill 1986 　　　---→デインヒル系へ
  - Polish Precedent 1986 → Pure Grain 1992
    - *ピルサドスキー Pilsudski 1992
    - Riyadian 1992
      - Comando Intimo 2000

    - Polish Summer 1997
    - Rakti 1999
    - Court Masterpiece 2000
    - Darsi 2003

  - Roi Danzig 1986
  - *ラシアンボンド Russian Bond 1986
  - *シャーディー Shaadi 1986
    - Wizard King 1991
    - ゴールドヘッド 1995

  - *アジュディケーティング Adjudicating 1987
    - アジュディミツオー 2001
    - ワイドバッハ 2009

  - Dayjur 1987
    - *シンコウスプレンダ 1994
    - Hayil 1995

  - Fiercely 1988 → Saegangja（g） 1996
  - Honor Grades 1988
    - Honor Glide 1994
    - Epic Honor 1996
    - Gone Fishin 1996
    - Kalu 1998
    - Onthedeanslist 1999
    - Magna Graduate 2002

  - *ポリッシュパトリオット Polish Patriot 1988
    - スカイアンドリュウ 1997

  - Belong to Me 1989 → Jack Sullivan （g） 2001
    - Capitano 2001
    - Bon Hoffa 2002
    - Wise River 2003
    - Solo Flyer 2004

  - Hamas 1989
    - Akindayim 1999

  - Lure 1989
    - Orpen 1996
    - *ボールドカリバー 1998

  - Pine Bluff 1989
    - Lil's Lad 1995
      - First Money 2001

  - Boundary 1990 → *サーガノヴェル 1999
    - Minardi 1998
    - Pomeroy 2001
    - Big Brown 2005
      - *アポロソニック 2010

  - Darbonne 1990
  - Lost Soldier 1990 → Lost in the Fog 2002
  - Strolling Along 1990
    - *バイオマスター 1996

  - Zieten 1990 → Seazun 1999
  - Emperor Jones 1990
  - *ビコーペガサス 1991
  - Dumaani 1991
  - Emperor Jones 1991 → Janet 1997
    - Babadayi 1997
    - Karahübür 1998

  - Foxhound 1991
  - *ペルジノ Perugino 1991
    - Testa Rossa 1996
      - Back Draft 2003

  - Anabaa 1992 → Precision (g) 1998、Goldikova 2005
    - Anabaa Blue 1998
      - Spirit One 2004

    - Rouvres 1999

  - Langfuhr 1992
    - Wando 2000
    - *アポロケンタッキー 2012

  - *レオンプライド 1993
  - *アグネスワールド 1995
    - Wonderful World 2004

  - タックスパラダイス 1995
  - Bertolini 1996
  - Golden Snake 1996
  - *トレジャーアイランド Treasure Island 1996
  - Brahms 1997
  - Exchange Rate 1997
    - Reckless Abandon 2010

  - Monashee Mountain 1997
  - War Chant 1997
    - El Roblar 2002
    - Brilliant 2003
    - Kingsfort 2007

  - Century City 1999
  - Della Francesca 1999
  - War Zone 1999
  - Librettist 2002
  - War Front 2002
    - *ザファクター The Factor 2008
    - *デクラレーションオブウォー Declaration of War 2009
    - War Dancer 2010
    - War Command 2011
    - *アメリカンペイトリオット American Patriot 2013
    - Air Force Blue 2013
    - U S Navy Flag 2015
    - Omaha Beach 2016

  - *ステキシンスケクン 2003
  - *ハードスパン Hard Spun 2004 →サマリーズ f 2010
    - Wicked Strong 2011
    - Spun to Run 2016
    - Silver State 2017

- サイアーライン上は種牡馬入りした馬、→印の後は牝馬などの非種牡馬の代表産駒の一部を示す。また、日本調教馬における太字はG1級競走の勝ち馬を示す。